# Vela nos Jogos Olímpicos de Verão de 2004 - Finn
As provas da classe Finn da vela nos Jogos Olímpicos de Verão de 2004 ocorreram entre 14 e 21 de agosto daquele ano no Centro Olímpico de Vela Agios Kosmas, em Atenas, na Grécia. O programa compunha onze regatas. Para esta classe, houve 25 velejadores de 25 nações inscritas.

## Calendário
| ● | Regatas práticas | ● | Dias de competição | ● | Último dia das regatas |

| Data | Agosto | Agosto | Agosto | Agosto | Agosto | Agosto          | Agosto | Agosto | Agosto          | Agosto | Agosto | Agosto | Agosto | Agosto | Agosto | Agosto | Agosto | Agosto |
| Data | 12 Qui | 13 Sex | 14 Sáb | 15 Dom | 16 Seg | 17 Ter          | 18 Qua | 19 Qui | 20 Sex          | 21 Sáb | 22 Dom | 23 Seg | 24 Ter | 25 Qua | 26 Qui | 27 Sex | 28 Sáb | 29 Dom |
| ---- | ------ | ------ | ------ | ------ | ------ | --------------- | ------ | ------ | --------------- | ------ | ------ | ------ | ------ | ------ | ------ | ------ | ------ | ------ |
| Finn | ●      | ●      | ● ●    | ● ●    | ● ●    | Dia de descanso | ● ●    | ● ●    | Dia de descanso | ●      |        |        |        |        |        |        |        |        |

## Medalhistas
Ben Ainslie finalizou a competição em primeiro lugar, tendo vencido quatro das onze regatas, e conquistou a medalha de ouro. A prata firmou-se com o espanhol Rafael Trujillo. Por fim, a medalha de bronze ficou com Mateusz Kusznierewicz, da Polônia.
|  | GBR Grã-Bretanha |  | ESP Espanha     |  | POL Polônia           |
|  | Ben Ainslie      |  | Rafael Trujillo |  | Mateusz Kusznierewicz |

## Resultados
Estes foram os resultados da competição:
| Pos.              | Velejadores                | Regatas | Regatas | Regatas | Regatas | Regatas | Regatas | Regatas | Regatas | Regatas | Regatas | Regatas | Pontos |
| Pos.              | Velejadores                | 1       | 2       | 3       | 4       | 5       | 6       | 7       | 8       | 9       | 10      | 11      | Pontos |
| ----------------- | -------------------------- | ------- | ------- | ------- | ------- | ------- | ------- | ------- | ------- | ------- | ------- | ------- | ------ |
| Medalha de ouro   | GBR Ben Ainslie            | 9       | DSQ     | 1       | 1       | 4       | 1       | 2       | 3       | 2       | 1       | 14      | 38     |
| Medalha de prata  | ESP Rafael Trujillo        | 8       | 3       | 3       | 6       | 2       | 3       | OCS     | 4       | 5       | 4       | 13      | 51     |
| Medalha de bronze | POL Mateusz Kusznierewicz  | 3       | 1       | 6       | 4       | 11      | OCS     | 17      | 1       | 7       | 2       | 1       | 53     |
| 4                 | CRO Karlo Kuret            | 6       | 2       | 10      | 8       | 12      | 18      | 7       | 5       | 3       | 3       | 5       | 61     |
| 5                 | GRE Aimilios Papathanasiou | 1       | 5       | 17      | 13      | 15      | 6       | 8.4 RDG | 2       | 1       | 22      | 4       | 72.4   |
| 6                 | AUS Anthony Nossiter       | 18      | 8       | 4       | 7       | 8       | 13      | 1       | 8       | 20      | 6       | 25      | 93     |
| 7                 | BEL Sébastien Godefroid    | 19      | 12      | 2       | 5       | 6       | 5       | 3       | 11      | 24      | 18      | 15      | 96     |
| 8                 | FRA Guillaume Florent      | 7       | 7       | 5       | 16      | 3       | 9       | 9       | 15      | 13      | 12      | 19      | 96     |
| 9                 | DEN Jonas Høgh-Christensen | 16      | 4       | 23      | DNF     | 1       | 8       | 11      | 13      | 10      | 8       | 11      | 105    |
| 10                | BRA João Signorini         | 15      | 9       | 21      | 15      | 21      | 4       | 5       | 6       | 12      | 9       | 17      | 113    |
| 11                | USA Kevin Hall             | 11      | 6       | 13      | 17      | 16      | 14      | 13      | 9       | 9       | 17      | 7       | 115    |
| 12                | IRL David Burrows          | 17      | 14      | 9       | 3       | 18      | 2       | OCS     | 10      | 11      | 10      | 22      | 116    |
| 13                | NZL Dean Barker            | 5       | 10      | 7       | 11      | 7       | 16      | OCS     | 12      | 19      | 20      | 10      | 117    |
| 14                | SWE Daniel Birgmark        | 12      | 13      | 11      | 14      | 14      | 10      | 4       | 7       | 17      | 16      | 21      | 118    |
| 15                | CZE Michael Maier          | 13      | 17      | 19      | 9       | 20      | 12      | 15      | 18      | 4       | 7       | 6       | 120    |
| 16                | TUR Ali Enver Adakan       | 2       | 15      | 8       | 10      | 22      | 11      | 10      | 21      | 16      | 24      | 9       | 124    |
| 17                | GER Michael Fellmann       | 14      | 11      | 12      | 2       | 9       | 17      | 19      | 19      | 25      | 21      | 3       | 127    |
| 18                | CAN Richard Clarke         | 10      | 18      | 15      | 22      | 19      | 15      | OCS     | 14      | 8       | 11      | 2       | 134    |
| 19                | NED Jaap Zielhuis          | 22      | 19      | 18      | 12      | 13      | 7       | 12      | 16      | 14      | 13      | 12      | 136    |
| 20                | SLO Gasper Vincec          | 4       | 24      | 14      | 19      | DNF     | 19      | 8       | 17      | 18      | 5       | 23      | 151    |
| 21                | RUS Vladimir Krutskikh     | 23      | 22      | 22      | 21      | 10      | 23      | 16      | 22      | 6       | 23      | 8       | 173    |
| 22                | ARG Alejandro Colla        | 20      | 21      | 25      | 18      | 5       | 20      | 14      | 20      | 21      | 19      | 16      | 174    |
| 23                | HUN Balazs Hajdu           | 24      | 16      | 16      | 20      | 17      | 22      | 20      | 23      | 15      | 14      | 20      | 183    |
| 24                | ITA Michele Marchesini     | 21      | 20      | 20      | 24      | 24      | 24      | 6       | 25      | 23      | 15      | 24      | 201    |
| 25                | EST Imre Taveter           | 25      | 23      | 24      | 23      | 23      | 21      | 18      | 24      | 22      | 25      | 18      | 221    |

### Classificação diária

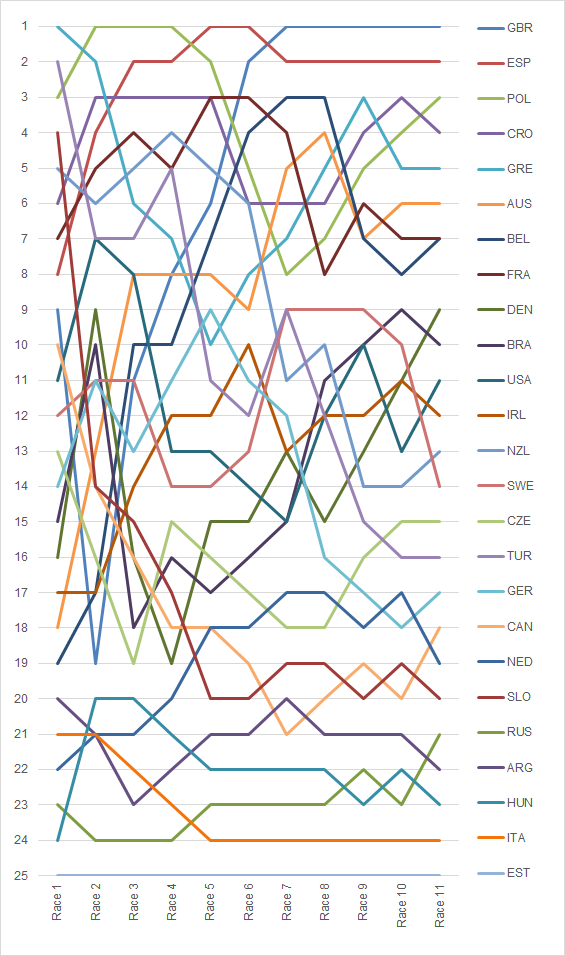
Gráfico mostrando a classificação diária na classe.